# Mylothris sjostedti
Mylothris sjostedti is een vlindersoort uit de familie van de Pieridae (witjes), onderfamilie Pierinae.
Mylothris sjostedti werd in 1895 beschreven door Aurivillius.